# Aventis Foundation
Die Aventis Foundation ist eine 1996 gegründete, unabhängige, rechtsfähige Stiftung des öffentlichen Rechts mit Sitz in Frankfurt am Main. Sie wurde von der Hoechst AG mit einem Stiftungskapital von 100 Millionen D-Mark ausgestattet. Fördersummen und Verwaltungsaufwand bestreitet sie vollständig aus den Erträgen des Stiftungskapitals. Ein kleines Team betreut das operative Geschäft. Ein ehrenamtliches Kuratorium berät und überwacht die Stiftung und legt die wesentlichen Leitlinien fest.
Im Jahr 2022 wurden 2,2 Mio. Euro für Projekte aufgewendet.

## Zweck und Ziele
Die Stiftung verfolgt gemeinnützige Zwecke in den Bereichen Kultur und Wissenschaft. Sie fördert deutschlandweit mit einem Schwerpunkt in der Region Frankfurt/Rhein-Main. Als fördernde Stiftung unterstützt sie einzelne Projekte und Institutionen gezielt mit Förderbeiträgen. Bei Projekten, die nicht unmittelbar zu den Förderschwerpunkten passen, behält sich die Aventis Foundation vor, auch diese zu unterstützen.

## Leitprojekte
Neben den Schwerpunkten „Klang“ und „Digitale Experimente“ fördert die Stiftung außerdem kulturelle Vielfalt. Im Bereich Wissenschaft bündelt sie ihre Förderung im „Life Sciences Bridge Award“ – einer von ihr geschaffenen Auszeichnung, die jährlich an Nachwuchswissenschaftlerinnen und -wissenschaftler vergeben wird. Neben der Kultur- und Wissenschaftsförderung ist es der Stiftung wichtig, engagierte Menschen in der Region Frankfurt/Rhein-Main zu unterstützen. Dies gilt gleichermaßen für Förderprojekte aufgrund aktueller Krisen.